# Historia de Sierra Leona
La Historia de Sierra Leona abarca todos los períodos típicos de las culturas de África Occidental, desde su desarrollo prácticamente independiente en el medio selvático hasta la relación con los imperios del Sahel a partir del siglo XIII, posteriormente la llegada de los portugueses convirtió a los territorios de la actual Sierra Leona en una base para el tráfico atlántico de personas esclavizadas. La presencia británica en la zona como represora del tráfico esclavista fue la base para la colonia de Freetown que se convertiría del en centro de la colonia de Sierra Leona. En 1961 Sierra Leona, uno de los focos principales de extracción de diamantes del mundo, obtuvo su independencia del Reino Unido siguiendo períodos de gran inestabilidad política y una larga guerra civil que dejó al país devastado social y económicamente.

## Prehistoria e Historia Antigua de Sierra Leona
Es muy poco lo que se sabe de la prehistoria sierraleonesa. Parece que el primer homínido que pobló esa parte de África fue el Homo ergaster, hace unos tres millones de años. Tras él vendría el llamado Homo erectus y tras este el Homo sapiens hace unos 200 000 años, siendo esta especie la que finalmente se impuso y perduró hasta la actualidad.
Los restos humanos encontrados sugieren la presencia humana durante miles de años en la actual Sierra Leona. La lingüística lleva a asegurar la muy antigua presencia estable en la costa, de los pueblos Bulom (Sherbro), Temne y Limba, así como las migraciones hacia las tierras del interior, de grupos con idiomas Mande (Vai, Loko y Mende).
Parece casi probado que marineros procedentes de Tartessos pasaron por la actual Sierra Leona en el viaje que les llevó a la costa índica de África quizá antes del siglo IV a. C., donde el marinero griego Eudoxio de Cízico encontró los restos (el mascarón o hippoi) cuando realizaba su viaje hacia la India por las costas de la actual Eritrea.
Más improbable aún resulta que este heleno, Eudoxio, llegara o pasara por estas tierras en su último viaje, del que no se tienen indicios. Debe tenerse en cuenta que lo que existiera más allá de Mauritania no interesaba mucho; así el rey Bocos de Mauritania deportó al navegante griego a una isla desierta cuando este le pidió su colaboración para realizar un segundo intento de circunnavegar África hacia la India. Bocos temía que aquello atrajera a los bárbaros a su tierra.
Posteriormente, pese a no estar claro el momento, navegantes árabes llegaron a esas costas llevando con ellos el Islam, pero este dato no está lo bastante contrastado, pues autores como Jordi Esteva, expertos en el mundo árabe, apuntan que las navegaciones de los hijos de Simbad discurrían por el África oriental y Asia, especialmente India y China.

## Época moderna

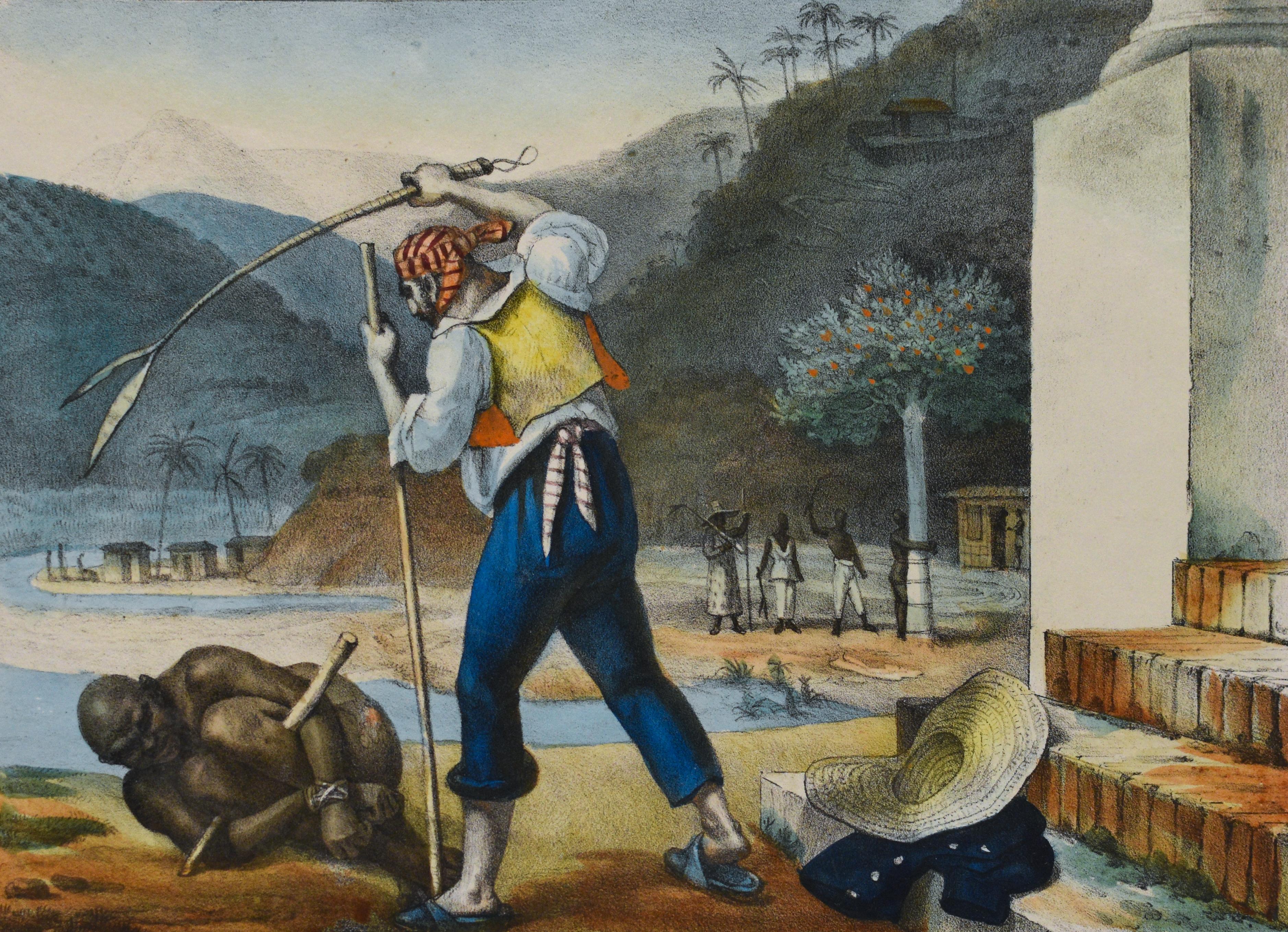
La esclavitud de Jean-Baptiste Debret.

Culturas y entidades políticas del Oeste de África en 1625

Fue el navegante portugués Álvaro Fernández el primer europeo del que se tenga noticia en llegar a estas costas en el año 1447 durante los varios intentos y logros por llegar a la India rodeando África. De esta forma fueron los portugueses los primeros europeos en poblar aquellas costas y darlas el nombre con que ahora las conocemos. Este fue invención de Pedro de Cintra en 1467, no se sabe si por la línea afilada de las montañas que se divisan desde la costa (como dientes de león) o por el continuo rugido de los truenos en las montañas próximas a la actual Freetown.
Durante los siguientes siglos los portugueses siguieron visitando esas costas de África Occidental en busca sobre todo de esclavos. En ellas levantaban pequeños muelles de atraque y algunos fortines en lugares alejados y recónditos. Pero también constituía un lugar de paso en la ya citada ruta hacia las Indias que los portugueses explotaban. Así en 1500 la poderosa flota de 13 naves enviada por Manuel I de Portugal, la mayor reunida hasta esa fecha, para impresionar al samorin de Calcuta debía pasar por esas costas; pero se desvió en Cabo Verde y descubrió Brasil en un viaje cubierto por el misterio, en palabras de Manuel Lucena Salmoral.
El descubrimiento de la gran colonia portuguesa disminuyó el interés de los lusos en esas tierras, pero no lo anuló. Al mismo tiempo la existencia de enfermedades como la malaria o la fiebre amarilla, que diezmaban literalmente a los posibles colonos, no convertía esas regiones en una colonia atractiva. Como se ha dicho, los portugueses ocuparon pequeñas cabezas de playa para comerciar con los tratantes de esclavos africanos que sí se adentraban en las selvas en busca de mercancía humana.
En numerosas ocasiones se ha postulado el negocio de esclavos como una de las causas que convertirían después a los africanos en pueblos colonizados; debilitadas sus estructuras tribales, que no podían protegerlos, y reducida mucho su autoestima ante una captura y secuestro continuo. Este tráfico sufrió una importante novedad cuando la monarquía española paso de conceder licencias y cobrar aranceles a participar directamente en la explotación negrera. Sierra Leona no fue una excepción, pero se vio afectada en menor medida que otras regiones que sufrieron mucho más, como es el caso de Guinea, Senegal o incluso Angola.

## Historia contemporánea
A principios del siglo XIX, los británicos acordaron reprimir la trata esclavista lo cual implicaba patrullar las costas africanas, capturar los barcos esclavistas, liberar a las personas secuestradas y devolverlos a África. Para la acción de liberación se escogieron dos bases principales, Freetown y Santa Isabel en la Isla de Fernando Poo, allí se establecieron asimismo tribunales para juzgar a los capitanes de los buques apresados. La base para la represión del tráfico esclavista de Freetown fue el origen de los territorios coloniales de Sierra Leona.
Esta presencia británica supuso un desafío para los reinos tradicionales, particularmente el reino temne de Koya que combatió por una parte  a los británicos y por otra a los sosso un grupo cultural relacionado con los mandé. Las guerras tuvieron lugar entre 1801 y 1815, resultando en una doble pérdida de territorio para el reino de los temne, a manos de los británicos en el sur quedando Port Loko en sus manos y a manos de los sosso en el norte, asimismo supuso la imposibilidad para el Reino Koya de seguir participando en el tráfico esclavista y por lo tanto para abastecerse de armamento europeo. Todo lo anterior permitió la consolidación del poder británico en la mitad sur y oeste de Sierra Leona y el progresivo avance hacia el interior.
En 1821, Sierra Leona junto con Gambia y Costa de Oro (hoy llamada Ghana) ya conformaba los Territorios Africanos Británicos del Oeste. Durante los siguientes 50 años, la marina Británica desembarcó 70.000 personas esclavizadas liberadas en Freetown, actual capital de Sierra Leona; la población de la capital, se vería rápidamente aumentada por la migración de africanos desde el interior. El 31 de agosto de 1896, tras varias guerras con los susu, los loko y la expulsión de los misionarios británicos de suelo temne, el reino de koya se vio tan debilitado que tuvo que aceptar convertirse en protectorado británico.

## Período colonial
El inicio de la época colonial estuvo presidida por la influencia de los británicos y de las personas que habían sido liberadas de las esclavitud que se constituyeron en un grupo criollo con fuerte influencia anglosajona, muchos de ellos se hicieron cristianos baptistas, cambiaron sus nombres y adoptaron estilos de vida europeizantes. El sur de Sierra Leona fue predominantemente mende, mientras que el norte fue temne. Fueron estos últimos quienes presentaron una mayor resistencia al inicio, a los abusos coloniales como el impuesto por vivienda "hut tax", el rey temne Bai Buré lideró la revuelta contra este impuesto anteriormente desconocido en la región ya que las monarquías tradicionales no cobraba impuesto per cápita sino por el monopolio de determinadas actividades comerciales.  El 11 de noviembre de 1898 Bai Buré se ridió a la tropas coloniales y fue enviado al exilio, regresó a Sierra Leona en 1915.
En 1924 los territorios fueron divididos por los británicos en colonia (al sur) y protectorado (al norte). En 1935 se inició de la explotación diamantífera a gran escala en la región con la concesión a la compañía De Beers de los derechos de explotación de las minas de diamantes por un período de 98 años. La explotación minera de De Beers conllevó un abuso hacia la manos de obra local, una fuerte destrucción del medio ambiente y movimientos poblacionales. En 1951 una élite de intelectuales criollos (krio), educados al estilo occidental, junto con los jefes tradicionales conformaron el Partido de las Gentes de Sierra Leona, Sierra Leone People's Party (SLPP), que liderado por Sir Milton Margai logró convencer a los diferentes grupos del país para llevarlo a la independencia. En 1957 se celebraron elecciones parlamentarias que dieron la victoria al SLPP de Milton Margai, en 1960 una delegación del SLPP negoció en Gran Bretaña ante la reina Isabel II los términos que la independencia que fue proclamada el 27 de abril de 1961, Sir Milton Margai se convirtió entonces en el primer ministro de la nación.

## Período postcolonial
Sierra Leona está habitada por grupos étnicos diversos, pero los mende en el sur y temne en el norte suponen más del 60% de la población total. Hay aproximadamente nueve grupos etno-lingüísticos más pequeños, incluidos los criollos y limba. Sierra Leona tiene lazos fuertes con la vecina Liberia y ha habido sucesivos planes para una posible unión económica entre ambos países.
Los criollos (3% de la población, casi todos cristianos) son descendientes de los esclavos afroeuropeos liberados que viven en el área de Freetown. Fueron la élite en tiempos coloniales tras haber adquirido la cultura y educación británicas.
Después de la independencia del país en 1961, los regímenes mende (particularmente bajo el mandato de Alberto Margai, 1964-67) tendieron a arrebatar la dominación criolla en las estructuras del Estado. Esto, llevó a los criollos a apoyar al (APC) Congreso de Todo el Pueblo, dirigido por Siaka Stevens (un Limba). Bajo los regímenes del APC encabezados por Stevens (1971-85) y Joseph Saidu Momoh (1985-92), los criollos consiguieron retener gran parte de su influencia anterior.
Los mende (casi un tercio de la población total), organizados en el partido de Milton Margai ganaron las elecciones en 1951, y empezaron a aumentar su influencia y poder tanto en la administración como en el ejército. Como resultado, las áreas donde la administración estaba en manos mende se vieron beneficiadas por el Gobierno hasta el punto de que a mediados de los años 60 los distritos mende tenían el doble número de escuelas primarias que los distritos del Norte.
El predominio limba y de la élite criolla durante los primeros años del régimen del APC causaron un gran resentimiento de los temne (aproximadamente uno tercero de la población) que había ayudado al APC. Durante los años setenta, los temne se unieron a los mende en su oposición al gobierno. Después de que Stevens designó a un vicepresidente temne en 1978, parecía que los temne quedarían como el segundo grupo más influyente del régimen, junto a los limba. Los limba (menos de 10 por ciento de la población) ha sido preeminente en el estado y el ejército desde que Stevens subió al poder en 1968.

## Historia reciente

### Gobierno de Momoh y rebelión del RUF (1985-1991)
Los fuertes vínculos del presidente Momoh con el ejército y sus ataques verbales contra la corrupción le valieron el apoyo inicial que tanto necesitaba entre los sierraleoneses. Sin embargo, con la falta de caras nuevas en su gabinete, pronto surgieron críticas de que Momoh simplemente estaba perpetuando el gobierno de Stevens. Momoh se diferenció integrando la poderosa e independiente Fuerza de Seguridad del Estado (SSD) en la fuerza policial de Sierra Leona.
Los primeros años bajo la administración de Momoh se caracterizaron por la corrupción, que Momoh desactivó despidiendo a varios ministros del gabinete. Para formalizar su guerra contra la corrupción, el presidente Momoh anunció un "Código de conducta para líderes políticos y servidores públicos". Después de un supuesto intento de derrocar a Momoh en marzo de 1987, más de 60 altos funcionarios del gobierno fueron arrestados, incluido el vicepresidente Francis Minah, quien fue destituido de su cargo, condenado por tramar el golpe y ejecutado en la horca con otros cinco en 1989.
En octubre de 1990, debido a la creciente presión nacional e internacional por reformas, el presidente Momoh creó una comisión para revisar la constitución de partido único de 1978. Sobre la base de las recomendaciones de la comisión, una mayoría del 60% del Parlamento de APC aprobó una constitución que restablecía un sistema multipartidista, garantizaba los derechos humanos fundamentales y el estado de derecho y fortalecía las estructuras democráticas, ratificada por referéndum en septiembre de 1991. y entró en vigor el 1 de octubre. Existía una gran sospecha de que el presidente Momoh no hablaba en serio sobre su promesa de reforma política, ya que el gobierno del APC seguía estando cada vez más marcado por los abusos de poder.
Varios altos funcionarios del gobierno de Momoh renunciaron para oponerse al APC en las próximas elecciones. Salia Jusu Sheriff, Abass Bundu, J.B. Dauda y Sama Banya resucitaron al SLPP previamente disuelto, mientras que Thaimu Bangura, Edward Kargbo y Desmond Luke formaron sus propios partidos políticos respectivos para desafiar al gobernante APC. Sin embargo, la gran mayoría de los funcionarios gubernamentales, incluidos Victor Bockarie Foh, Edward Turay, Hassan Gbassay Kanu y Osman Foday Yansaneh, permanecieron leales a Momoh y al APC.
Mientras tanto, la rebelión en la parte oriental de Sierra Leona impuso una carga cada vez mayor sobre el país.

### Guerra civil (1991 - 2002)
El 30 de abril de 1992, El Consejo Provisional del Gobierno Nacional (NPRC), dirigido por el capitán Valentine Strasser, da un golpe de Estado y se hace con el poder gubernamental. Con el tiempo, Strasser favorecería a los mende sobre otros grupos étnicos en su gobierno y en el ejército. En enero de 1996 sería derrocado por el golpe militar dirigido por el diputado Julius Bio, quien procedió a la organización de elecciones libres que serían ganadas, en marzo de ese mismo año, por un civil, Ahmed Tejan Kabbah, hasta mayo de 1997 en que fue derrocado por un golpe militar.
Mucha de la inestabilidad de los regímenes desde el golpe de Strasser en 1992 puede culparse a la prolongada guerra civil que empezó en marzo de 1991. Una rebelión, dirigida por Foday Sankoh del Frente Revolucionario Unido (FRU o RUF por sus siglas en inglés), empezó en la región sur-oriental del país y en marzo de 1995, había afectado a todos los distritos menos uno del país. La dirección del RUF está principalmente compuesta por personas temne, al igual que la mayor parte de sus tropas. El propio Sankoh y la mayoría de sus lugartenientes son temne y luchan según ellos contra la hegemonía Mende. Ahmed Tejan Kabbah es medio Mende y su SLPP (Partido Popular de Sierra Leona) es undamentalmente Mende. El RUF ha denunciado en repetidas ocasiones que el SLPP ha marginado a los grupos étnicos que no sean mende y que han empleado un criterio étnico en la designación de los ministros del Gobierno. Tras el golpe mayo de 1997, sin embargo, el RUF pidió a Sankoh que apoyara al nuevo gobierno militar del comandante Johnny Koroma. Los hasta entonces rebeldes optaron asociarse con el gobierno militar, pero entonces, los Kamajors, las milicias mende organizadas sobre la base de los grupos de caza tradicionales, tomó el relevo de la lucha contra el gobierno del RUF.
Las consecuencias de esta interminable guerra civil son que entre diez y quince mil civiles del nordeste y sudeste han perdido la vida desde 1991, asesinados por ambos ejércitos o por inanición y la mitad de la población del país (2 millones de personas) se ha visto obligada a abandonar sus hogares y desplazarse a zonas más seguras alguna vez durante el conflicto. Los distritos más afectados han sido Moyamba, Bo, Kenema, Kailahun, Tonkolili, Kono y Pujehun.
La esperanza de estabilización durante el verano de 1998, a partir de la intervención de las tropas de la ONU, compuestas por tropas nigerianas del ECOMOG pronto fue rota tras las atrocidades contra los civiles durante los meses siguientes. Los llamamientos de Foday Sankoh a sus propias tropas a deponer las armas no han servido de nada, en parte porque ambas partes temen que tras la paz vendrían los juicios por traición y crímenes contra la humanidad que podrían involucrar al propio Sankoh.

#### Retorno a la presidencia de Kabbah y fin de Guerra Civil
Kabbah volvió al poder con Albert Joe Demby como vicepresidente. El presidente Kabbah nombró a Solomon Berewa como fiscal general y a Sama Banya como ministra de Relaciones Exteriores. El 31 de julio de 1998, el presidente Kabbah disolvió el ejército de Sierra Leona y presentó una propuesta para un nuevo ejército.[96] El 12 de octubre de 1998, veinticinco soldados, incluidos Gborie, el brigadier Hassan Karim Conteh, el coronel Samuel Francis Koroma, el comandante Kula Samba y el coronel Abdul Karim Sesay, fueron ejecutados por un pelotón de fusilamiento después de que un consejo de guerra los condenara por orquestar el golpe de 1997. [97] El líder de AFRC, Johnny Paul Koroma, fue juzgado en rebeldía y condenado a muerte.
ECOMOG no pudo lograr una victoria táctica sobre el RUF, y la comunidad internacional promovió negociaciones de paz. El Acuerdo de Paz de Lomé se firmó el 7 de julio de 1999 para poner fin a la guerra civil, otorgando amnistía a todos los combatientes y, de manera controvertida, otorgando a Sankoh el cargo de vicepresidente y presidente de la comisión que supervisaba las minas de diamantes. En octubre de 1999, las Naciones Unidas establecieron la fuerza de mantenimiento de la paz UNAMSIL para ayudar a restaurar el orden y desarmar a los rebeldes. El primero de la fuerza de 6.000 miembros comenzó a llegar en diciembre, y el Consejo de Seguridad de la ONU votó en febrero de 2000 para aumentar la fuerza a 11.000 y luego a 13.000. En mayo, cuando casi todas las fuerzas nigerianas se habían ido y las fuerzas de la ONU estaban tratando de desarmar al RUF en el este de Sierra Leona, el RUF tomó como rehenes a más de 500 pacificadores, algunos de los rebeldes usaron armas capturadas y vehículos blindados para avanzar hacia la capital. La crisis de los rehenes de 75 días resultó en más enfrentamientos entre el RUF y las fuerzas gubernamentales cuando las tropas de la ONU lanzaron la Operación Khukri para poner fin al asedio. La Operación tuvo éxito con las Fuerzas Especiales indias y británicas como los principales contingentes.
La situación en el país se deterioró hasta tal punto que se desplegaron tropas británicas en la Operación Palliser, originalmente simplemente para evacuar a los ciudadanos extranjeros.[98] Sin embargo, los británicos excedieron su mandato original y tomaron medidas militares completas para finalmente derrotar a los rebeldes y restaurar el orden. Los británicos fueron el catalizador del alto el fuego que puso fin a la guerra civil. Elementos del ejército británico, junto con administradores y políticos, permanecieron en Sierra Leona ayudando a entrenar a las nuevas fuerzas armadas, mejorar la infraestructura del país y administrar la ayuda financiera y material. Tony Blair, el primer ministro de Gran Bretaña en el momento de la intervención británica, es considerado un héroe por el pueblo de Sierra Leona, muchos de los cuales están ansiosos por una mayor participación británica. [cita requerida] Los sierraleoneses han sido descritos como "Los personas más resilientes del mundo".[99][¿relevante?] En 2004, el Parlamento aprobó una Ley de Gobierno Local de 2004 que reintrodujo los consejos de gobierno local en Sierra Leona después de treinta años. El 4 de agosto de 2006, en una transmisión a la nación, el presidente Kabbah anunció que las elecciones presidenciales y parlamentarias de 2007 se celebrarían el 28 de julio de 2007.[100]
Entre 1991 y 2001, unas 50.000 personas murieron en la guerra civil de Sierra Leona. Cientos de miles de personas se vieron obligadas a abandonar sus hogares y muchas se convirtieron en refugiados en Guinea y Liberia. En 2001, las fuerzas de la ONU se trasladaron a las zonas controladas por los rebeldes y comenzaron a desarmar a los soldados rebeldes. En enero de 2002, el presidente Kabbah declaró oficialmente terminada la guerra civil. En mayo de 2002, Kabbah fue reelegido presidente por abrumadora mayoría. Para 2004, el proceso de desarme estaba completo. También en 2004, un tribunal de crímenes de guerra respaldado por la ONU comenzó a celebrar juicios de altos líderes de ambos lados de la guerra. En diciembre de 2005, las fuerzas de mantenimiento de la paz de la ONU partieron de Sierra Leona.

### Siglo XXI

#### Reelección de Kabbah (2002-2007)
En mayo de 2002 se celebraron elecciones. El presidente Kabbah fue reelegido y el SLPP ganó la mayoría de los escaños parlamentarios. En junio de 2003, la prohibición de la ONU sobre la venta de diamantes de Sierra Leona expiró y no se renovó. El programa de desarme y rehabilitación de la ONU para los combatientes de Sierra Leona se completó en febrero de 2004, momento en el que se había ayudado a más de 70.000 excombatientes. Las fuerzas de la ONU devolvieron la responsabilidad principal de la seguridad en el área alrededor de la capital a la policía y las fuerzas armadas de Sierra Leona en septiembre de 2004; fue la última parte del país en ser entregada. Algunas fuerzas de paz de la ONU permanecieron para ayudar al gobierno de Sierra Leona hasta finales de 2005.
El Acuerdo de Lomé de 1999 pidió el establecimiento de una Comisión de la Verdad y la Reconciliación, que proporcionaría un foro para que tanto las víctimas como los perpetradores de violaciones de derechos humanos durante el conflicto contaran sus historias y facilitaran una reconciliación genuina. Posteriormente, el Gobierno de Sierra Leona y la ONU acordaron establecer el Tribunal Especial para Sierra Leona para juzgar a quienes “resulten los mayores responsables de la comisión de crímenes de lesa humanidad, crímenes de guerra y violaciones graves del derecho internacional humanitario, así como crímenes de leyes relevantes de Sierra Leona dentro del territorio de Sierra Leona desde el 30 de noviembre de 1996". Tanto la Comisión de la Verdad y la Reconciliación como el Tribunal Especial comenzaron a operar en el verano de 2002. La Comisión de la Verdad y la Reconciliación entregó su Informe Final al gobierno en octubre de 2004. En junio de 2005, el gobierno emitió un Libro Blanco sobre el informe final de la comisión que aceptó algunas pero no todas sus recomendaciones. Los miembros de los grupos de la sociedad civil descartaron la respuesta del gobierno por considerarla demasiado vaga y continuaron criticando al gobierno por no haber seguido las recomendaciones del informe.
En marzo de 2003, el Tribunal Especial para Sierra Leona emitió sus primeras acusaciones. Foday Sankoh, que ya estaba bajo custodia, fue acusado, junto con el notorio comandante de campo del RUF Sam "Mosquito" Bockarie, Johnny Paul Koroma y Hinga Norman (Ministro del Interior y exjefe de la Fuerza de Defensa Civil), entre varios otros. Norman fue arrestado cuando se anunciaron las acusaciones, mientras que Bockarie y Koroma permanecieron escondidos. El 5 de mayo de 2003, Bockarie fue asesinado en Liberia, supuestamente por orden del presidente Charles Taylor, quien temía el testimonio de Bockarie ante el Tribunal Especial. También se rumoreaba que Koroma había sido asesinado, aunque su muerte sigue sin confirmarse. Dos de los acusados, Foday Sankoh y Hinga Norman, murieron mientras estaban encarcelados. El 25 de marzo de 2006, con la elección de la presidenta de Liberia, Ellen Johnson-Sirleaf, el presidente de Nigeria, Olusegun Obasanjo, permitió el traslado de Charles Taylor, que había estado viviendo en el exilio en la ciudad costera nigeriana de Calobar, a Sierra Leona para su enjuiciamiento. Dos días después, Taylor intentó huir de Nigeria, pero las autoridades nigerianas lo detuvieron y lo trasladaron a Freetown bajo la vigilancia de la ONU.

#### Gobierno de Koroma (2007-2018)
En agosto de 2007, Sierra Leona celebró elecciones presidenciales y parlamentarias. Tuvieron una buena participación y los observadores oficiales los juzgaron inicialmente como "libres, justos y creíbles". Sin embargo, ningún candidato presidencial obtuvo la mayoría del 50% más un voto estipulada en la constitución en la primera ronda de votación. En septiembre de 2007 se llevó a cabo una segunda vuelta y Ernest Bai Koroma, el candidato del APC, fue elegido presidente y prestó juramento el mismo día. En su discurso de toma de posesión en el estadio nacional de Freetown, el presidente Koroma prometió luchar contra la corrupción y la mala gestión de los recursos del país.
Para 2007, hubo un aumento en la cantidad de cárteles de la droga, muchos de ellos de Colombia, que usaban Sierra Leona como base para enviar drogas a Europa. Se temía que esto pudiera conducir a un aumento de la corrupción y la violencia y convertir al país, al igual que la vecina Guinea-Bissau, en un narcoestado. El presidente Koroma enmendó rápidamente la legislación existente contra el tráfico de drogas, heredada con la independencia en 1961, para abordar las preocupaciones internacionales, aumentando el castigo para los infractores en términos de multas prohibitivas, penas de prisión más prolongadas y disposiciones para la extradición de los infractores buscados en otros lugares, incluido Estados Unidos. 
En 2008, un avión que transportaba casi 700 kg de cocaína fue detenido en el aeropuerto de Freetown y 19 personas, incluidos funcionarios de aduanas, fueron detenidas y el ministro de transporte fue suspendido. En 2014, el país se vio afectado por la epidemia del virus del Ébola de 2014 en Sierra Leona.

#### Presidencia de Julius Maada Bio (2018-presente)
En 2018, Sierra Leona celebró elecciones generales. La elección presidencial, en la que ninguno de los candidatos alcanzó el umbral requerido, pasó a una segunda vuelta electoral, en la que Julius Maada Bio resultó elegido con el 51% de los votos.